# Boucheron

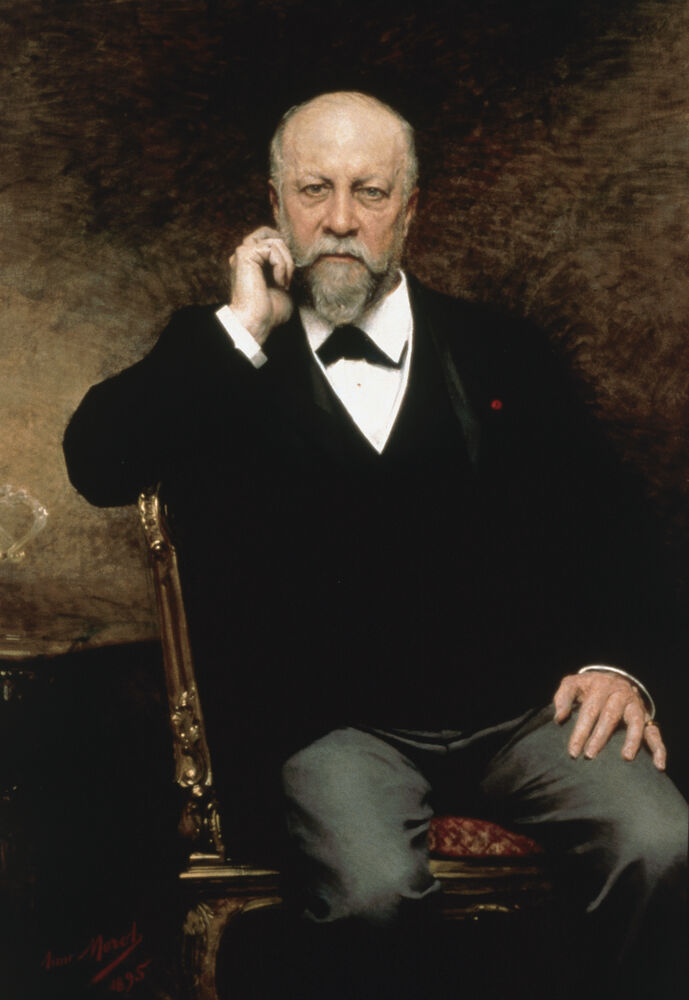
Frederic Boucheron.

Boucheron är ett franskt juvel- och klockföretag, grundat av Frederic Boucheron 1858. Sedan 1988 har de även parfymer.
1893 flyttade han sin butik till Place Vendôme i Paris, där de fortfarande ligger. Numera finns det 34 Boucheronbutiker runt om i världen och dessutom många återförsäljare.